# Zdeňka Honsová
Zdeňka Honsová   (Jihlava, 3 de juliol de 1927 - 16 de maig de 1994) va ser una gimnasta artística txecoslovaca que va competir durant la dècada de 1940.
El 1948 va prendre part en els Jocs Olímpics de Londres, on guanyà la medalla d'or en la competició del concurs complet per equips del programa de gimnàstica.